# Трансмісійна олива

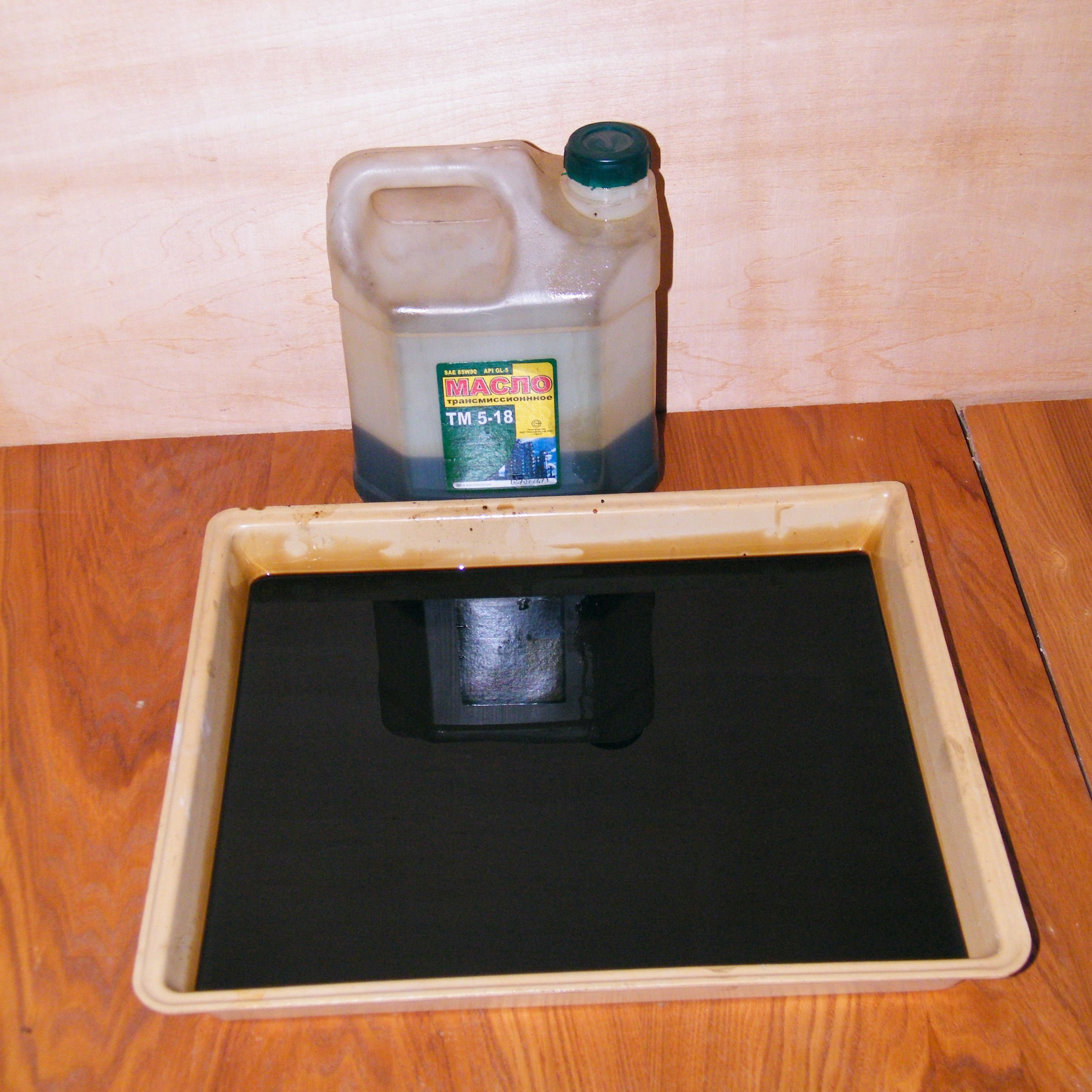
Трансмісійна олива ТМ-5-18 (SAE 85W90; API GL5)

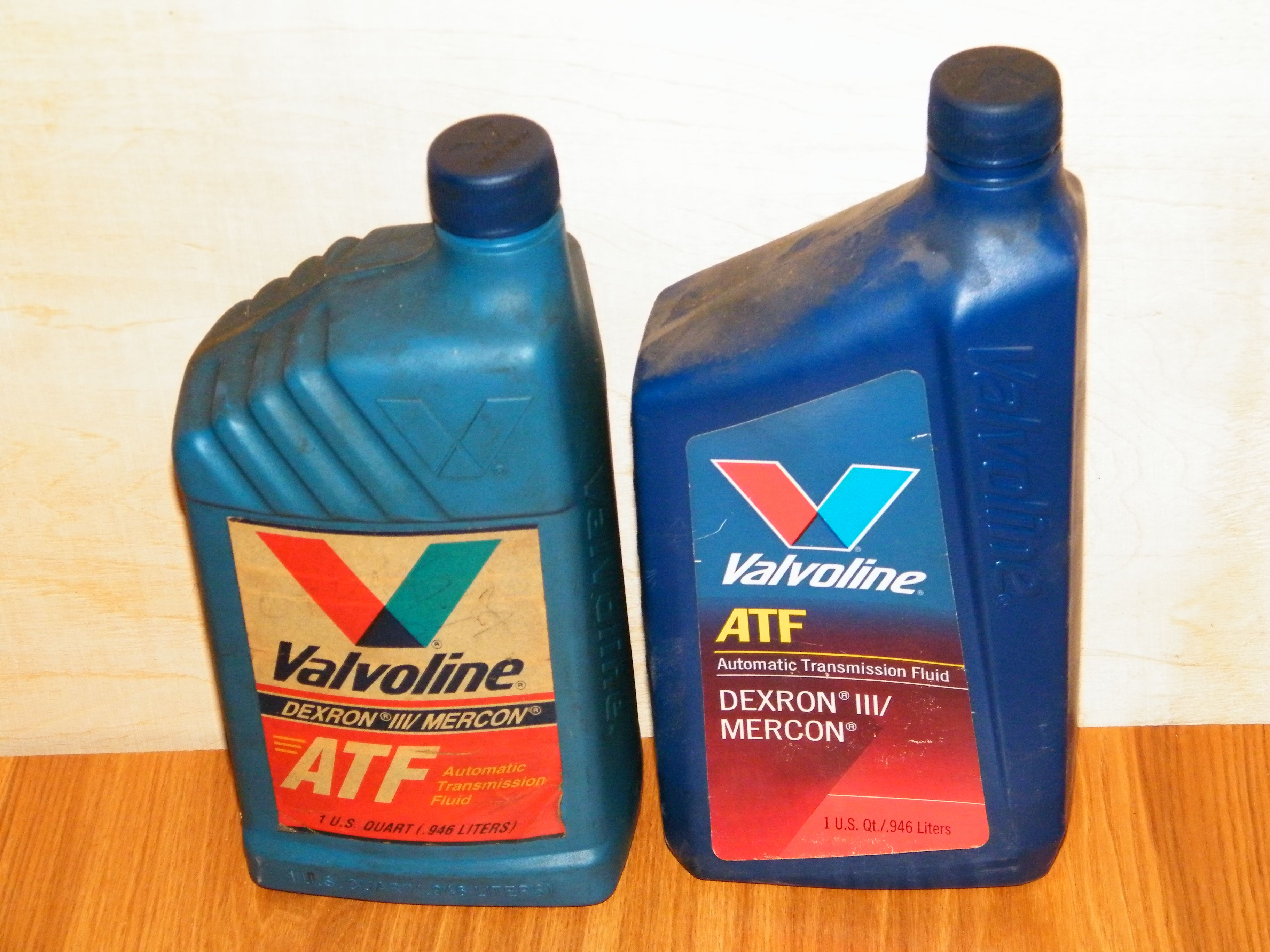
Трансмісійна олива для автоматичних трансмісій (Automatic transmission fluid, ATF)

Трансмісі́йна оли́ва — мастильна олива для механічних трансмісій, яку отримують найчастіше на основі екстрактів від селективного очищення залишкових нафтових олив з додаванням дистилятних олив і присадок (протизношувальних, протизадирних тощо), котрі переважно містять фосфор, хлор, сірку, дисульфід молібдену.
Трансмісійні оливи використовують для змащування закритих зубчастих передач (механічних редукторів) усіх видів, всіх типів передач (у тому числі гіпоїдних) автомобілів та іншої мобільної техніки, для змащування важко навантажених циліндричних, конічних і спірально-конічних передач.

## Загальні вимоги
В агрегатах трансмісій мастило є невід'ємним елементом конструкції. Здатність оливи виконувати і довгостроково зберігати свої функції визначається її експлуатаційними властивостями. Загальні вимоги до трансмісійних олив визначаються конструкційними особливостями, призначенням та умовами експлуатації агрегату трансмісії. Трансмісійні оливи працюють в режимах високих швидкостей ковзання, тисків і у широкому діапазоні температур. Їх пускові властивості і тривала працездатність повинні забезпечуватися в інтервалі температур від −60 до +150 °С. Тому до трансмісійних олив ставлять досить жорсткі вимоги.

### Основні функції трансмісійних олив
До основних функціональних завдань трансмісійних олив відносяться:
- захист поверхонь тертя від зношування, заїдання, пітінгової корозії та інших пошкоджень;
- зниження до мінімуму втрат енергії на тертя;
- відведення тепла від поверхонь тертя;
- зниження шуму й вібрації зубчастих коліс, зменшення ударних навантажень.

### Вимоги до характеристик трансмісійних олив
Для забезпечення надійної і тривалої роботи агрегатів трансмісій оливи для них повинні мати певні характеристики:
- достатні протизадирні, протизношувальні та протипітінгові властивості;
- високу антиокиснювальну стабільність;
- добрі в'язкісно-температурні властивості;
- не чинити корозійного впливу на деталі трансмісії;
- мати хороші захисні властивості при контакті з водою;
- мати достатню сумісність з гумовими защільниками;
- мати хороші антипінні властивості;
- мати високу фізичну стабільність в умовах тривалого зберігання.

Всі ці властивості трансмісійної оливи можуть бути забезпечені шляхом введення до складу базової оливи відповідних функціональних присадок: депресорної, протизадирної, протизношувальної, антиокислювальної, антикорозійної, антипінної тощо.

### Використання
Трансмісійні оливи використовуються в переважній більшості механічних коробок передач, в роздавальних коробках, проміжних і ведучих мостах, черв'ячних і рейкових передачах кермового механізма автомобіля. У ряді випадків трансмісійні оливи застосовуються нарівні з пластичними мастилами для забезпечення високого ресурсу роботи вузлів тертя: шарнірів кермових тяг, карданних передач, кульових опор. При цьому до герметичності цих вузлів ставляться підвищені вимоги.

## Класифікація трансмісійних олив
У світі існує декілька класифікацій трансмісійних олив. Найвідоміші з них — стандарт SAE International — Співтовариства автотранспортних інженерів (SAE J306) та API (англ. American Petroleum Institute). В Україні діє класифікація за класами в'язкості та експлуатаційними групами, а також позначення за ГОСТ-17479.2-85.

### За ГОСТ-17479.2-85
За даним стандартом трансмісійні оливи в залежності від величини в'язкості за температури 100°С поділяються на чотири класи:
9 — з кінематичною в'язкістю ν = 6,00…10,99 сСт, а температура, за якої динамічна в'язкість не перевищує 150 Па•с, не вище за t = −35°С. Відповідає за SAE J306 класу 75W;
12 — з кінематичною в'язкістю ν = 11,00…13,99 сСт, t = −26°С. Відповідає за SAE J306 класу 80W/85W;
18 — з кінематичною в'язкістю ν = 14,00…24,99 сСт, t = −18°С. Відповідає за SAE J306 класу 90;
34 — з кінематичною в'язкістю ν = 25,00…41,00 сСт, t не нормується. Відповідає за SAE J306 140,
а за рівнем експлуатаційних властивостей та можливими галузями використання — на п'ять груп:
ТМ-1 — мінеральні оливи без присадок для циліндричних, конічних та черв'ячних передач, що працюють при контактних напруженнях від 900 до 1600 МПа і температурі оливи в об'ємі до 90 °С. Відповідає за API групі GL-1;
ТМ-2 — мінеральні оливи з протизношувальними присадками для передач, перелічених вище, за контактних напружень до 2 100 МПа і температури оливи в об'ємі 130°С. Відповідає за API групі GL-2;
ТМ-3 — мінеральні оливи із протизадирними присадками помірної ефективності для циліндричних, конічних, спірально-конічних і гіпоїдних передач, що працюють за контактних напружень до 2 500 МПа і температури оливи в об'ємі до 150 °С. Відповідає за API групі GL-3;
ТМ-4 — мінеральні оливи з протизадирними присадками високої ефективності для циліндричних, спірально-конічних і гіпоїдних передач, що працюють за контактних напружень до 3 000 МПа та температури оливи в об'ємі до 150°С. Відповідає за API групі GL-4;
ТМ-5 — мінеральні оливи з протизадирними присадками високої ефективності та багатофункціональної дії, а також універсальні масла для гіпоїдних передач, що працюють в умовах ударних навантажень за контактних напружень понад 3 000 МПа і температури оливи до 150 °С. Відповідає за API групі GL-5.
Приклад позначення: ТМ-5-9 — трансмісійна олива; 5 — олива з протизадирними присадками високої ефективності та багатофункціональної дії; 9 — клас в'язкості.

### За ГОСТ 23652-79
Властивості та маркування автомобільних трансмісійних олив для змащування агрегатів трансмісій (автомобілів, тракторів, тепловозів, сільськогосподарських, дорожніх та будівельних машин) регламентується ГОСТ 23652-79. 
Залежно від в'язкості, галузі застосування і складу цим стандартом встановлюються наступні марки трансмісійних олив:
ТЕп-15 — виготовляється на основі екстрактів залишкової і дистилятної олив з протизношувальною і депресорною присадками і використовується для змащування циліндричних, конічних і спірально-конічних передач (аналоги: ТМ-2-18; SAE 90; API GL-2);
ТСп-10 — виготовляється шляхом змішування деасфальтизату ембенських видів нафти з малов'язким низькозагусаючим дистилятним компонентом, що містить протизадирну, депресорну й антипінну присадки і використовується для змащування сильно навантажених циліндричних, конічних і спірально-конічних передач (аналоги: ТМ-3-9; SAE 80; API GL-3);
ТАп-15В — виготовляється із суміші екстрактів залишкових олив фенольного очищення і дистилятних масел або фільтрату знемаслення парафіну, що містить протизадирну і депресорну присадки і застосовується для змащування важко навантажених циліндричних, конічних та спірально-конічних передач (аналоги: ТМ-3-18; SAE 90; API GL-3);
ТСп-15К — виготовляється з суміші дистилятної і залишкової олив сірчистих видів нафти, що містить протизадирну, протизношувальну, депресорну й антипінну присадки і використовується для змащування важко навантажених циліндричних, конічних і спірально-конічних передач великовантажних автомобілів КамАЗ (аналоги: ТМ-3-18; SAE 90; API GL-3);
ТСп-14 гип — виготовляється з суміші залишкової і дистилятної компонентів сірчистих видів нафти, що містить протизадирну, антиокислювальну, депресорну й антипінну присадки і використовується для гіпоїдних передач вантажних автомобілів (аналоги: ТМ-4-18; SAE 90; GL-4);
ТАД-17и — універсальна олива, виготовлена на мінеральній основі, що містить багатофункціональну сіркофосфоровмісну, депресорну й антипінну присадки і використовується для змащування циліндричних, конічних, черв'ячних, спірально-конічних і гіпоїдних передач автомобілів ВАЗ та іншої техніки (аналоги: ТМ-5-18; SAE 85W-90; API GL-5).

### За SAE J306
Оскільки за позначеннями ГОСТів складно визначати температурний діапазон використання трансмісійних олив, виробники та постачальники додатково вказують їх в'язкість за SAE. Класифікація SAE J306 поділяє трансмісійні оливи за в'язкістю на «зимові» (70W, 75W, 80W, 85W) і «літні» (80, 85, 90, 140, 250). Всесезонні оливи мають подвійне позначення, наприклад, 75W-90, 80W-140 і т. д.
В'язкість трансмісійної оливи повинна вибиратися з урахуванням найбільшої і найменшої температур навколишнього середовища, за яких планується експлуатація автомобіля. На підставі цих міркувань, класифікація SAE J306 базується на показниках низькотемпературної та високотемпературної в'язкостей.
Показник низькотемпературної в'язкості оцінюється шляхом визначення температури, за якої в'язкість оливи за Брукфільдом досягає значення 150000 сР. В'язкість визначається за методом ASTM D2983-87 (1993).
Показник високотемпературної в'язкості оцінюється на основі значення кінематичної в'язкості масла при температурі 100 °C. Визначається за методом ASTM D445-97
Специфікація SAE J306 використовується виробниками автомобільних трансмісій при визначенні і рекомендації трансмісійних олив для ведучих мостів і механічних коробок передач, а також виробниками трансмісійних олив при розробці нових складів, виробництві і маркуванні готових продуктів.

### За API Publication1560
Класифікація описана в документі API.
Класифікація API поділяє трансмісійні оливи за експлуатаційними властивостями на сім груп (класів якості): GL-1, GL-2 , GL-3, GL-4, GL-5, GL-6 і МТ-1. В агрегатах трансмісії легкових автомобілів найчастіше використовують оливи GL-4 (для циліндричних, спірально-конічних і гіпоїдних зубчастих передач за помірних умов експлуатації) і GL-5 (для гіпоїдних передач за жорстких умов експлуатації).

### За системою класифікації ZF
«Zahnradfabrik Friedrichshafen» (Німеччина, далі — ZF) є однією з найбільших і найвпливовіших у Європі компаній з виробництва механічних передач і силових агрегатів транспортних засобів. Компанія створила систему класифікації всіх видів автотранспортних передач. Кожен вид має свій список мастильних матеріалів. Ці списки позначаються ініціалами і цифрами від ZF TE-ML 01 до ZF TE-ML 15. У списках для кожного виду передач перераховуються:
- види і класи якості мастильних матеріалів;
- класи в'язкості;
- допущені до застосування продукти із зазначенням марки та виробника.

Характеристика класів трансмісійних олив за ZF:
- ZF TE-ML 01 Механічні несинхронізовані коробки передач з шестернями постійного зачеплення (комерційні автомобілі).
- ZF TE-ML 02 Механічні й автоматичні трансмісії вантажних автомобілів та автобусів.
- ZF TE-ML 03 Коробки передач з гідротрансформаторами для позашляхової мобільної техніки (будівельна і спец. техніка, автонавантажувачі тощо).
- ZF TE-ML 04 Трансмісії суден.
- ZF TE-ML 05 Ведучі мости позашляхової мобільної техніки.
- ZF TE-ML 06 Трансмісія та гідравлічні навісні системи тракторів.
- ZF TE-ML 07 Передачі з гідростатичним і механічним приводом, системи з електроприводом.
- ZF TE-ML 08 Системи кермування (без гідропідсилювача) легкових та вантажних автомобілів, автобусів та позашляхової мобільної техніки.
- ZF TE-ML 09 Системи кермування (з гідропідсилювачем і маслонасосом) легкових та вантажних автомобілів, автобусів та позашляхової мобільної техніки.
- ZF TE-ML 10 Коробки передач типу Transmatic для легкових та комерційних транспортних засобів.
- ZF TE-ML 11 Механічні та автоматичні трансмісії легкових автомобілів.
- ZF TE-ML 12 Ведучі мости легкових автомобілів, комерційних транспортних засобів та автобусів.
- ZF TE-ML 13 Агрегати ZF для транспортних засобів спеціального призначення.
- ZF TE-ML 14 Автоматичні трансмісії комерційних транспортних засобів.
- ZF TE-ML 15 Гальмівні системи транспортних засобів спеціального призначення.

Європейські виробники олив стараються отримати апробацію ZF. Ця система класифікації є однією з основних у Європі.

## Особливості вибору трансмісійних олив
При виборі оливи для вузлів трансмісії зазвичай орієнтуються на два критерії: питомі навантаження, що діють в механізмі, та швидкості відносного ковзання.
Залежно від цього підбирають трансмісійні оливи, що розрізняються в'язкістю і кількістю присадок, у першу чергу, протизадирних. Останні, як правило, містять сірчисті сполуки, що викликають у критичних режимах хімічні зміни (модифікацію) металу. Поверхневий шар матеріалу не виривається, утворюючи задирки, а перетворюється на тонку плівку, яка згодом стає продуктом зношування. Попри те, що метал при цьому хімічно «роз'їдається», загальний знос у важких умовах роботи виявляється меншим.
Однак, вибір трансмісійної оливи визначається не тільки рівнем її експлуатаційних властивостей, але і в'язкістю мастильного матеріалу за визначених кліматичних умов. У зоні помірних температур можна надавати перевагу значенню в'язкості 90. Якщо раціональніше використовувати всесезонну оливу, то мова може йти про марки з індексами 75W-90, 80W-90 та 85W-90. Причому остання не зовсім підходить для суворої зими, олива класу 80W-90 є досить універсальною, а 75W-90 може використовуватись і за сильних морозів.
Обираючи мастильні матеріали для стандартних та з обмеженим ковзанням диференціалів,  мостів, гепоїдних передач, особливо азійського ринку, слід звернути увагу на вимоги виробника. Виробники японських автомобілів в своїх вузлах радять використовувати трансмісійні оливи з антифрикційною присадкою LSD, яка відповідає GF-5. Присадка LSD модифікуючи тертя обмежує ковзання в важких умовах експлуатації і сприяє легкої і безшумної роботі коробки, самоблокуючі диференціали з гипоидной передачею встановлюються на різних видах автомобілів, включаючи вантажні та автобуси. Оливи з антифрикційною присадкою мають позначку  Gear LSD GL-5 75W-90, Gear LSD GL-5 80W-90.